# Linezolid
Linezolid – wielofunkcyjny organiczny związek chemiczny, syntetyczny antybiotyk z grupy oksazolidynonów stosowany w infekcjach wywołanych przez wielolekooporne szczepy bakterii wliczając paciorkowce i gronkowca złocistego: MRSA (opornego na metycylinę), a w szczególności VRSA (opornego na wankomycynę).
Linezolid był pierwszym komercyjnie dostępnym oksazolidynonem, a terapia tym lekiem jest dość droga; tym niemniej terapia linezolidem wydaje się w wielu przypadkach tańsza niż leczenie wankomycyną lub teikoplaniną.

## Historia
Oksazolidynony zostały zsyntetyzowane przez grupę badawczą z E.I. duPont de Nemours w 1978, a w 1987 odkryto ich właściwości przeciwbakteryjne. W 1993 Upjohn zakupił od firmy Dupont linezolid (Upjohn jest obecnie częścią firmy Pfizer) i rozpoczął badania kliniczne, na podstawie których FDA zaakceptowała lek w kwietniu 2000 roku. Antybiotyk ten jest sprzedawany w USA pod nazwą Zyvox, a w Europie jako Zyvoxid, zarówno w formie powlekanych tabletek, jak i zawiesiny do iniekcji.
Początkowo istniała nadzieja, że bakterie nie będą w stanie rozwinąć oporności na linezolid, jednak już w 2001 zidentyfikowano pierwsze szczepy Staphylococcus aureus oporne na ten lek (mutacja G2576T w genie podjednostki 23S).

## Mechanizm działania
Linezolid działa w początkowym etapie syntezy bakteryjnych białek. Uniemożliwia on łączenie jednostek 30S i 50S rybosomów. Linezolid wiąże podjednostkę 23S jednostki 50S w okolicach peptydylotransferazy (i miejsca z którym wiąże się chloramfenikol). W ten sposób hamuje jej współdziałanie z 30S. Działanie to jest bakteriostatyczne, jednakże obserwowano również efekt bakteriobójczy wobec paciorkowców.

## Zastosowanie kliniczne
Antybiotyk ten jest zarezerwowany do użycia jedynie w szczególnie ciężkich infekcjach bakteryjnych, w których leczenie starszymi grupami antybiotyków jest nieskuteczne (ze względu na nabytą oporność), często w zakażeniach szpitalnych.
Linezolid jest skuteczny przeciw bakteriom Gram-dodatnim (warto tu wymienić Enterococcus faecium, Staphylococcus aureus, Streptococcus agalactiae, Streptococcus pneumoniae i Streptococcus pyogenes. Nie działa zbyt skutecznie na bakterie Gram-ujemne. Działa na niektóre bakterie beztlenowe.
W połączeniu z innymi lekami linezolid stosowany jest czasem w leczeniu (wielolekoopornej) gruźlicy. Optymalna dawka linezoidu w jej leczeniu nie jest jednak znana.  U dorosłych stosuje się 600 mg dziennie lub dawkę 600 mg dwa razy dziennie. Leczenie trzeba jednak kontynuować czasem nawet przez wiele miesięcy, a częstość efektów ubocznych jest dość duża. W niższych dawkach efekty uboczne są rzadsze.

### Najczęstsze wskazania
- ciężkie szpitalne i pozaszpitalne zapalenie płuc wywołane bakteriami Gram+
- zakażenia szczepami Streptoccocus pneumoniae opornymi na penicylinę
- MRSA (łączenie z aztreonamem i aminoglikozydami).
- VRSA
- gruźlica lekooporna: MDR i XDR
- zakażenia enterokokami (głównie VRE)

## Efekty uboczne
Efekty uboczne obejmują wysypkę, utratę apetytu, biegunkę, nudności, zaparcia i gorączkę. U niewielkiej liczby pacjentów mogą się rozwinąć: ciężka reakcja alergiczna, szumy uszne, lub rzekomobłoniaste zapalenie jelit. Małopłytkowość jest objawem rzadkim wśród pacjentów którzy otrzymywali linezolid przez 14 lub mniej dni (zalecenie producenta), ale u pacjentów którzy otrzymywali lek dłużej lub mają niewydolność nerek jej częstość jest znacznie wyższa. Niedokrwistości i małopłytkowości powodowanej przez linezolid nie zmniejsza równoczesne podawanie witaminy B6 125 mg dziennie.
Linezolid jest słabym inhibitorem monoaminooksydazy (MAOI) i nie powinien być podawany z innymi lekami o takim działaniu, żywnością zawierającą tyraminę lub pseudoefedrynę. Były również obserwowane przypadki zespołu serotoninowego, gdy linezolid podawany był wraz z lekami serotonergicznymi.
Linezolid jest toksyczny dla mitochondriów (prawdopodobnie ze względu na podobieństwa między bakteryjnymi i mitochondrialnymi rybosomami). Objawami tej toksyczności są: kwasica mleczanowa i neuropatia obwodowa. Zaobserwowano też nieliczne przypadki neuropatii bólowej.